# Bobrowa (Opole)
Pour les articles homonymes, voir Bobrowa.
Bobrowa est une localité polonaise de la gmina de Rudniki, située dans le powiat d'Olesno en voïvodie d'Opole.